# لين هوستون
لين هوستون (بالإنجليزية: Lin Houston)‏ هو لاعب كرة قدم أمريكية أمريكي، ولد في 11 يناير 1921 في كاربوندال في الولايات المتحدة، وتوفي في 9 سبتمبر 1995 في كانتون في الولايات المتحدة.

## وصلات خارجية
- لين هوستون على موقع مرجع كرة القدم المحترفة.كوم (الإنجليزية)